# Kai Winding
Kai Winding (18. května 1922 Aarhus, Dánsko – 6. května 1983 New York City, New York, USA) byl v Dánsku narozený americký jazzový pozounista a hudební skladatel. Do USA se přestěhoval v roce 1934 a o šest let později zahájil profesionální kariéru ve skupině Shortyho Allena. Po válce se přidal ke skupině Bennyho Goodmana a později k orchestru klavíristy Stana Kentona. V roce 1949 nahrával spolu s Milesem Davisem a některé skladby z té doby později vyšly na kompilaci Birth of the Cool. Od roku 1954 nahrál několik alb spolu s dalším pozounistou J. J. Johnsonem a vydal i několik alb pouze pod svým jménem. Rovněž spolupracoval s hudebníky, mezi něž patří Dizzy Gillespie, Lalo Schifrin, Paul Desmond nebo Curtis Fuller.